# Francesc Dalmau II de Rocabertí
Francesc Dalmau II de Rocabertí i de Safortesa fou vescomte de Rocabertí entre els anys 1634 i 1640. El 1640 es feu ordenar frare dominic i, per tant, va passar l'herència del vescomtat al seu germà Ramon Dalmau I de Rocabertí, perquè no va tenir descendència. Va morir el 1644.